# Kastanjebuikorganist
De kastanjebuikorganist (Euphonia pectoralis) is een zangvogel uit de familie Fringillidae (vinkachtigen).

## Verspreiding en leefgebied
Deze soort komt voor van oostelijk Brazilië tot oostelijk Paraguay en noordoostelijk Argentinië.